# 야코우 파크
야코우 파크(슬로베니아어: Jakov Fak, 1987년 8월 1일~) 또는 야코브 파크(크로아티아어: Jakov Fak)는 크로아티아 출신 슬로베니아의 바이애슬론 선수이다.  2010년까지 크로아티아 바이애슬론 국가대표로 활동했으며 2010년 동계 올림픽 남자 스프린트 동메달과 세계 선수권 대회에서 동메달 1개를 획득했다. 이후 슬로베니아로 귀화했으며 2018년 동계 올림픽 남자 개인 은메달을 획득했다. 또한 세계 선수권 대회에서 금메달 2개, 은메달 1개, 동메달 1개를 획득했으며 바이애슬론 월드컵에서 종합 3위 1회를 달성했다. 

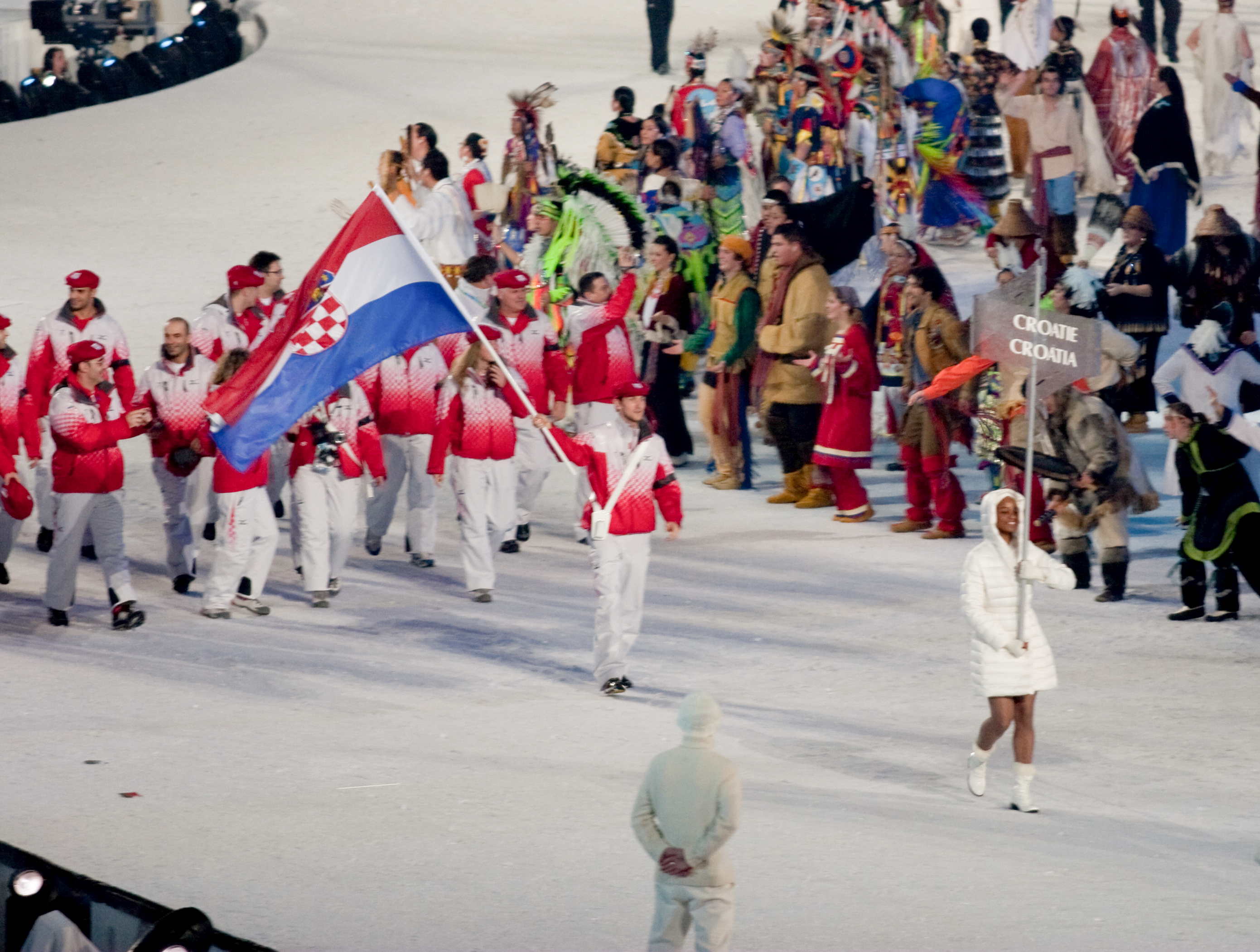
2010년 동계 올림픽 개막식 당시 크로아티아 선수단 기수로 나선 파크

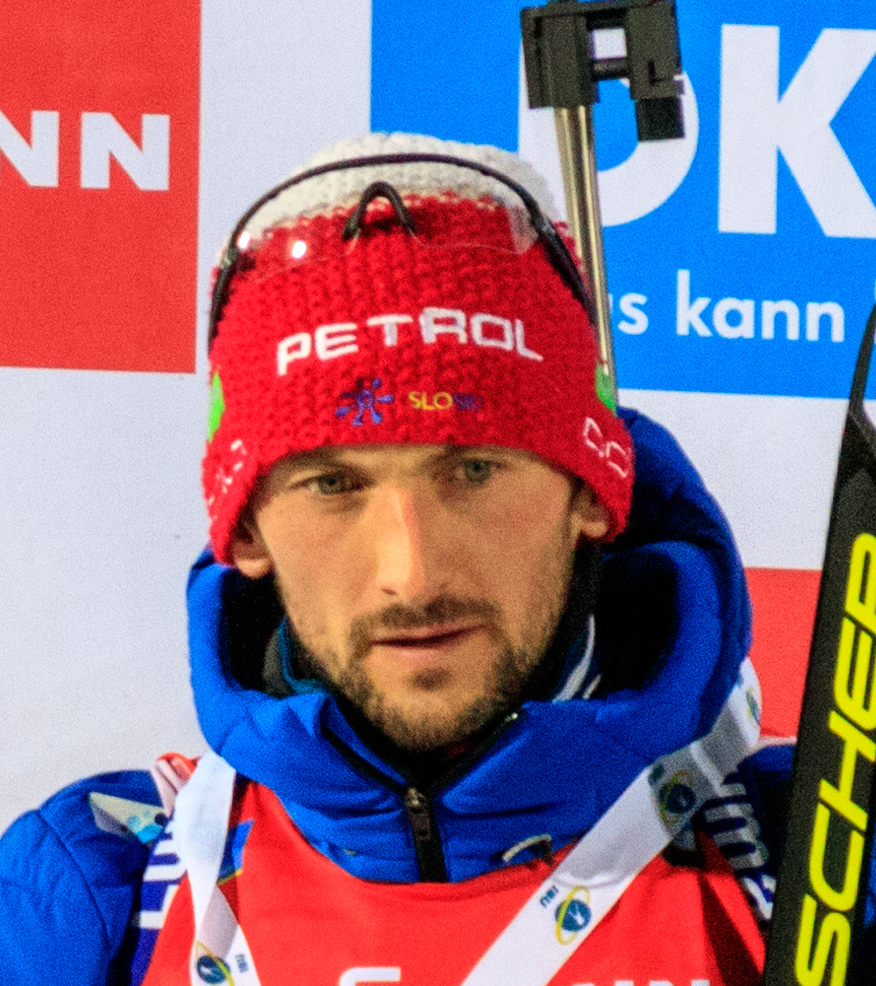
2017년 외스테르순드 월드컵 당시의 파크

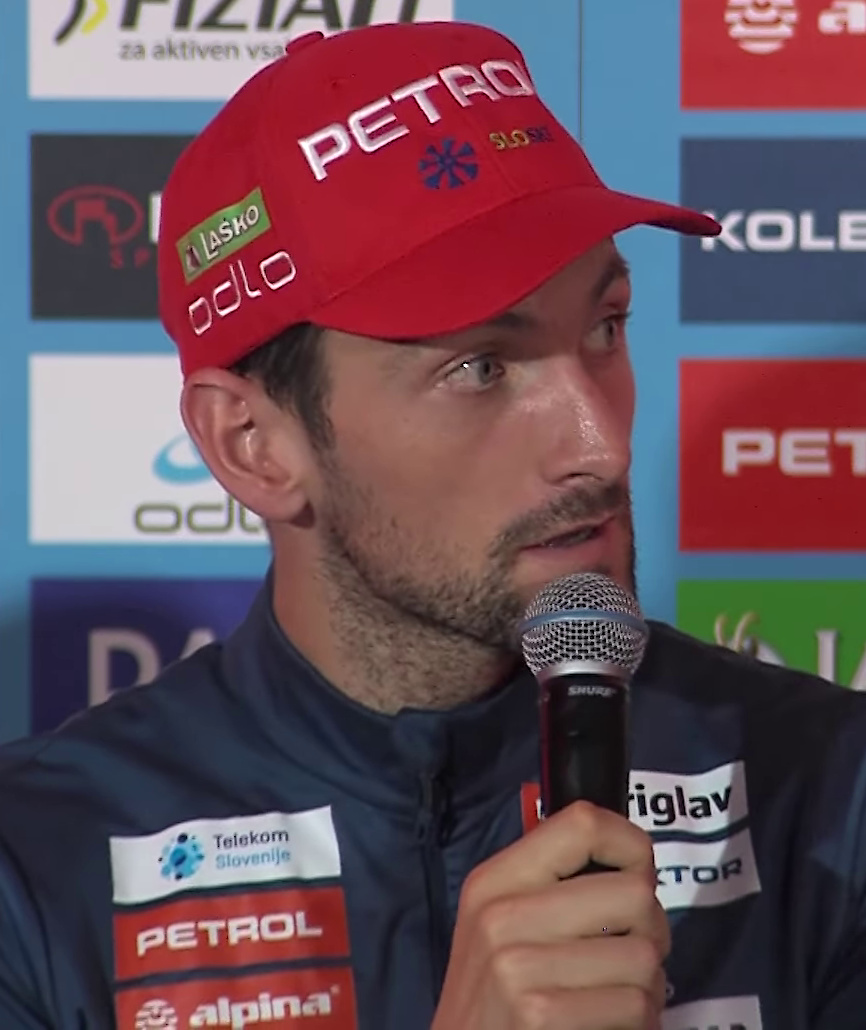
2019년 슬로베니아 바이애슬론 국가대표팀 출범식 당시의 파크